# Колумбія (округ, Вашингтон)
Шаблон:StateAbbr_ 46°18′ пн. ш. 117°55′ зх. д. / 46.3° пн. ш. 117.92° зх. д.
О́круг Колу́мбія (англ. Columbia County) — округ (графство) у штаті Вашингтон, США. Ідентифікатор округу 53013.

## Історія
Округ утворений 1875 року.

## Демографія
За даними перепису 2000 року загальне населення округу становило 4064 осіб, зокрема міського населення було 2761, а сільського — 1303. Серед мешканців округу чоловіків було 1982, а жінок — 2082. В окрузі було 1687 домогосподарств, 1139 родин, які мешкали в 2018 будинках. Середній розмір родини становив 2,89.
Віковий розподіл населення поданий у таблиці:
| Стать    | До 15 років | 15-21 | 22-29 | 30-39 | 40-49 | 50-65 | 65-85 | Понад 85 |
| -------- | ----------- | ----- | ----- | ----- | ----- | ----- | ----- | -------- |
| Чоловіки | 374         | 207   | 129   | 235   | 301   | 403   | 307   | 26       |
| Жінки    | 402         | 172   | 134   | 237   | 308   | 409   | 364   | 56       |

## Суміжні округи
- Вітмен — північ
- Гарфілд — схід
- Валлова, Орегон — південний схід
- Уматілла, Орегон — південний захід
- Валла-Валла — захід
- Франклін — північний захід

## Виноски
1. ↑  U.S. Decennial Census. United States Census Bureau. Архів оригіналу за 26 квітня 2015. Процитовано 7 січня 2014.
2. ↑  Historical Census Browser. University of Virginia Library. Архів оригіналу за 31 березня 2016. Процитовано 7 січня 2014.
3. ↑  Population of Counties by Decennial Census: 1900 to 1990. United States Census Bureau. Архів оригіналу за 2 лютого 2019. Процитовано 7 січня 2014.
4. ↑  Census 2000 PHC-T-4. Ranking Tables for Counties: 1990 and 2000 (PDF). United States Census Bureau. Архів оригіналу (PDF) за 18 грудня 2014. Процитовано 7 січня 2014.
5. ↑  State & County QuickFacts. United States Census Bureau. Архів оригіналу за 5 вересня 2015. Процитовано 7 січня 2014.(англ.) Наведено за англійською вікіпедією.
6. ↑  American FactFinder. Бюро перепису населення США. Архів оригіналу за 29 липня 2011. Процитовано 31 січня 2008.

| США | Це незавершена стаття з географії США. Ви можете допомогти проєкту, виправивши або дописавши її. |